# NGC 3647
NGC 3647 este o galaxie eliptică situată în constelația Leul. A fost descoperită în 22 martie 1865 de către Albert Marth.